# Alstom Citadis 304
Der Citadis X04 ist ein niederfluriger Straßenbahn-Fahrzeugtyp, welcher den ost- und mitteleuropäischen Markt bedienen sollte, wo der Hersteller Alstom mit anderen Citadis-Typen nicht erfolgreich war. Neben dem Prototyp wurde jedoch lediglich 2009 bis 2010 eine Serie von 37 Fahrzeugen für die Linie 1 der Straßenbahn Istanbul gebaut. Beide Varianten heißen aufgrund ihrer Länge von rund 30 Metern Citadis 304. Anders als frühere Citadis-Generationen laufen sie auf den von Alstom als Ixège bezeichneten Laufwerken mit Primärfederung und durchgehenden Radsatzwellen, welche auch beim Citadis Dualis und bei einigen Varianten des Citadis X05 verwendet werden. Die Fahrzeuge sind im Durchgang stufenfrei, aufgrund der Bodenhöhe über den Laufwerken jedoch nicht nach jeder Definition zu 100 % niederflurig.

## Prototyp
Im September 2008 wurde über den Transport eines ca. 30 Meter langen und 2,4 Meter breiten Fahrzeugs mit einer Masse von 35 Tonnen vom Alstom-Werk in Valenciennes zum Prüfcenter Wegberg-Wildenrath berichtet. Es handelt sich um einen dreiteiligen Gelenkwagen mit aufgesattelten Endwagen, bei welchem der Mittelteil auf zwei Drehgestellen läuft. In jedem Wagenteil ist eine Doppeltür angeordnet. Der kleinste befahrbare Bogenradius beträgt 20 Meter. Basierend auf diesem Prototyp war der Citadis X04 in einer Länge von 23 Metern auf drei Drehgestellen, 29 oder 33 Metern auf vier Drehgestellen sowie 39 oder 43 Metern auf fünf Drehgestellen konzipiert.

## Istanbul
Nachdem Alstom bereits 1999 ohne Erfolg eine 50 Meter lange Variante eines früheren Citadis-Typs für die Straßenbahn Istanbul angeboten hatte, wurde schließlich 2008 eine 27,44 Meter lange Citadis-X04-Variante zum Einsatz in Doppeltraktion gewählt. Es handelt sich ebenfalls um Gelenkwagen mit aufgesattelten Endwagen, im Gegensatz zum Prototyp jedoch mit nur einem Laufwerk unter dem Mittelteil. Nur eines der beiden Gelenke hat den beim Befahren von Kuppen und Wannen benötigten Freiheitsgrad des Nickens, so dass sich die Fahrzeuge in dieser Hinsicht wie ein zweiteiliges Fahrzeug mit einem vierachsigen Wagenteil und einem darauf aufgesattelten Endwagen verhalten. In den beiden Endwagen sind jeweils zwischen Drehgestell und Gelenk zwei Doppeltüren pro Seite angeordnet, außerdem gibt es an den beiden Führerständen jeweils rechts eine dem Fahrpersonal vorbehaltene Tür.
Die 2,65 Meter breiten Wagenkästen sind prinzipiell wie bei den früheren Citadis-Typen aufgebaut, nun jedoch vollständig aus Nichtrostendem Stahl statt Aluminium. Die Leermasse eines Fahrzeugs beträgt 41,1 Tonnen. Der Raddurchmesser beträgt im Neuzustand 590 mm. In den Enddrehgestellen sind als Fahrmotoren insgesamt vier Synchronmaschinen mit Permanentmagneterregung mit einer Leistung von ungefähr 150 kW angeordnet, welche von je einem IGBT-Wechselrichter gespeist werden. Im Durchgang über den Drehgestellen beträgt die Bodenhöhe 480 mm und die Gangbreite 520 mm. Ansonsten liegt die Bodenhöhe bei 370 mm, die Unterschiede werden mit Rampen überwunden. Die meisten der 37 Fahrzeuge wurden im ehemaligen Konstal-Werk in Chorzów gebaut, wo Alstom Produktionskapazitäten für bis zu 20 Citadis X04 oder Dualis pro Monat eingerichtet hatte.